# Парламентские выборы в Швеции (2010)
Парламентские выборы в Швеции 2010 года прошли 19 сентября. По пропорциональной избирательной системе с четырёхпроцентным барьером для партий и использованием метода Сент-Лагю для распределения депутатских мест было избрано 349 депутатов Риксдага. Явка на выборах составила 84,63 % от общего числа избирателей.
По данным последних предвыборных опросов, правящая Умеренная коалиционная партия могла рассчитывать на 30 % голосов, а оппозиционная Социал-демократическая партия — на 29,2 %. Ещё шесть партий могли рассчитывать на преодоление пятипроцентного барьера — Партия Центра (6,5 %), Народная партия — либералы (6,9 %), Христианско-демократическая партия (6 %), Левая партия (5,7 %), Партия зелёных (8,7 %) и Шведские демократы (5,3 %). Таким образом, предвыборные опросы предполагали, что правящая коалиция «Альянс за Швецию» сможет рассчитывать на 49,4 % голосов, а оппозиционная «красно-зелёная» коалиция — на 43,6 % голосов. Кроме того, уже тогда с высокой степенью вероятности предсказывалась возможность попадания в Риксдаг для национально-консервативной партии Шведские демократы, которая не входила ни в одну из двух главных коалиций.
Согласно предварительным данным, ни одна из двух основных коалиций не сможет в одиночку сформировать правительство большинства, для чего требуется 175 из 349 депутатских мест. Действующий премьер-министр Швеции Фредрик Райнфельдт, возглавляющий Умеренную коалиционную партию и Альянс за Швецию, заявил, что не будет предлагать альянс партии Шведские демократы, а попытается создать коалицию с удачно выступившей Партией зелёных из противоположного «красно-зелёного» лагеря.

## Результаты
Результаты голосования
|                                  |                                  |           |       |       |      |
| Партия                           | Партия                           | Голоса    | %     | Места | +/-  |
| Социал-демократы                 | S                                | 1,827,497 | 30.66 | 112   | –18  |
| Умеренная коалиционная партия    | M                                | 1,791,766 | 30.06 | 107   | +10  |
| Партия зелёных                   | MP                               | 437,435   | 7.34  | 25    | +6   |
| Либералы                         | L                                | 420,524   | 7.06  | 24    | –4   |
| Партия Центра                    | C                                | 390,804   | 6.56  | 23    | –6   |
| Шведские демократы               | SD                               | 339,610   | 5.70  | 20    | +20  |
| Левая партия                     | V                                | 334,053   | 5.60  | 19    | –3   |
| Христианские демократы           | KD                               | 333,696   | 5.60  | 19    | –5   |
|                                  |                                  |           |       |       |      |
| Пиратская партия                 | PP                               | 38,491    | 0.65  | 0     | ±0   |
| Феминистская инициатива          | FI                               | 24,139    | 0.40  | 0     | ±0   |
| Партия интересов пенсионеров     | SPI                              | 11,078    | 0.19  | 0     | ±0   |
|                                  |                                  |           |       |       |      |
| Альянс за Швецию (M+C+L+KD)      | Альянс за Швецию (M+C+L+KD)      | 2,936,790 | 49,28 | 173   | -5   |
| Красно-зелёная коалиция (S+MP+V) | Красно-зелёная коалиция (S+MP+V) | 2 598 985 | 43,60 | 156   | +156 |
|                                  |                                  |           |       |       |      |
| Недействительные бюллетени       | Недействительные бюллетени       | 68,274    | 1.13  | -     | -    |
| Общее количество голосов         | Общее количество голосов         | 6,028,682 | 100   | 349   | 0    |
| Зарегистрировано/явка            | Зарегистрировано/явка            | 7,123,651 | 84.63 | -     | -    |
| Источник:                        |                                  |           |       |       |      |